# Peder Severin Krøyer
Peder Severin Krøyer (23 de julho de 1851 - 21 de novembro de 1909), conhecido como P.S. Krøyer, foi um pintor norueguês-dinamarquês. Ele é um dos mais conhecidos e o mais colorido dos Pintores de Skagen, uma comunidade de artistas dinamarqueses e dos países nórdicos que viveram, trabalharam ou se encontravam em Skagen, na Dinamarca, especialmente durante as décadas finais do século XIX. Krøyer era o líder não oficial do grupo.

## Vida

### Infância
Krøyer nasceu em Stavanger, Noruega em 23 de julho de 1851 de Ellen Cecilie Gjesdal. Foi criado pela irmã de Gjesdal, Bertha Cecilie (nascida em 1817) e pelo cunhado, o zoólogo dinamarquês Henrik Nikolai Krøyer, depois que a sua mãe foi julgada incapaz de cuidar dele. Krøyer mudou-se para Copenhaga para viver com seus pais adoptivos logo depois. Tendo começado a sua educação artística na idade de nove anos sob a tutela privada, ele foi matriculado no Instituto Técnico de Copenhaga, no ano seguinte.
Em 1870, com 19 anos, Krøyer completou os seus estudos na Kongelige Det Danske Kunstakademi), onde estudou com Frederik Vermehren. Em 1873 foi agraciado com uma medalha de ouro, bem como uma bolsa de estudos.

### O início da carreira

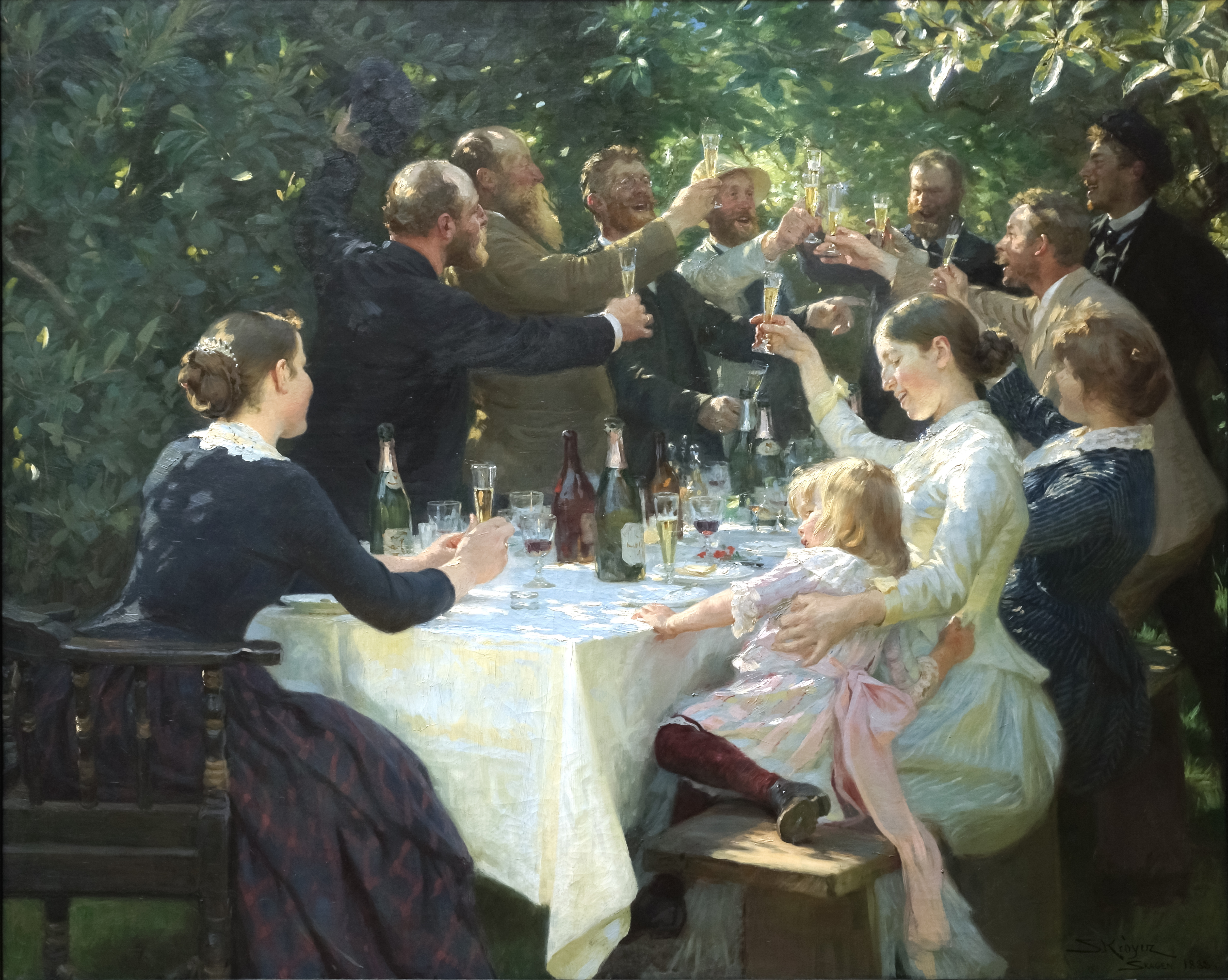
Hip, Hip, Hurrah!, 1888

A sua estreia oficial como pintor foi em 1871 em Charlottenborg com um retrato de um amigo, o pintor Frans Schwartz. Expôs regularmente em Charlottenborg toda sua vida.
Em 1874, Heinrich Hirschsprung comprou a sua primeira pintura de Krøyer, que estabelece um patronato de longa data. A colecção de arte de Hirschsprung forma a base do Museu de Hirschsprung, em Copenhaga.

### Viagens
Entre 1877-1881, Krøyer viajou extensivamente na Europa, conhecendo artistas de arte, estudando e desenvolvendo suas habilidades e perspectivas. Ele permaneceu em Paris e estudou com Léon Bonnat, e, sem dúvida, veio sob a influência de impressionistas contemporâneos - Claude Monet, Alfred Sisley, Edgar Degas, Pierre-Auguste Renoir e Edouard Manet.
Continuou a viajar por toda sua vida, inspirando-se constantemente em artistas e culturas estrangeiras. Hirschsprung apoiou-o financeiramente durante as primeiras viagens e Krøyer continuou a expor o seu trabalho na Dinamarca, durante este período.

### Skagen

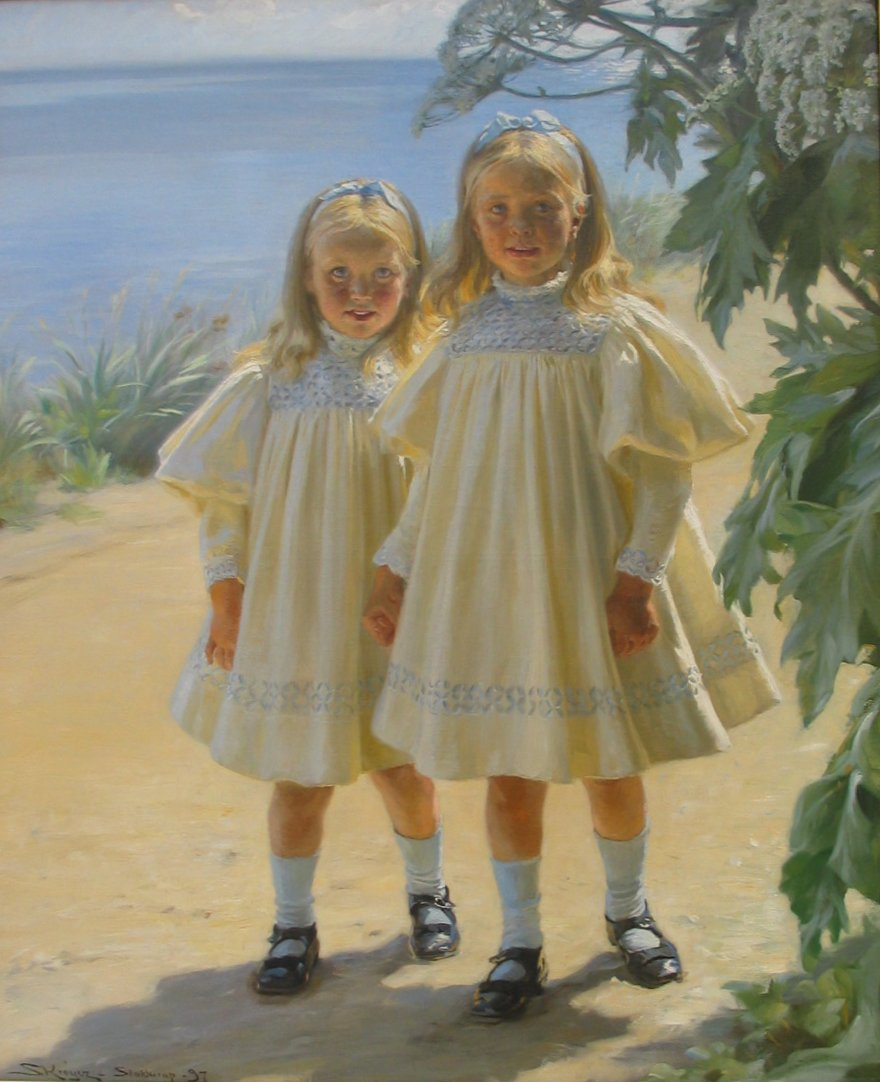
"As filhas Benzon", 1897

Em 1882, voltou para a Dinamarca. Passou de Junho a Outubro em Skagen, na altura um vilarejo de pescadores no extremo norte da Dinamarca, pintou temas da vida local, bem como representações da comunidade artística lá. Ele continuaria a ser associado com o desenvolvimento da arte e da cena literária em Skagen. Outros artistas em Skagen incluíam escritores como Holger Drachmann, Georg Brandes e Henrik Pontoppidan, e artistas como Michael Ancher e Anna Ancher.
Krøyer dividiu seu tempo entre casas alugadas em Skagen durante o verão; a casa de inverno em Copenhaga, onde trabalhava em grande retratos que lhe tinham sido encomendados; e em viagens para fora do país.

### Marie
Em uma viagem a Paris em 1888 ele encontrou Marie Martha Mathilde Triepcke, que ele já havia conhecido em Copenhaga. Apaixonaram-se e, depois de um namoro, casaram em 23 de Julho de 1889 na casa de seus pais na Alemanha. Marie Krøyer, que também era pintora, associou-se à comunidade de Skagen, e após seu casamento foi muitas vezes apresentada em pinturas de Krøyer. O casal teve uma filha, chamada Vibeke, nascida em Janeiro de 1895. Divorciaram-se em 1905 depois de uma separação prolongada.
Krøyer morreu em 1909 aos 58 anos de idade, após anos de declínio de saúde causados por sífilis. Ele também tinha estado dentro e fora de hospitais, sofrendo de acessos de doença mental.
A sua visão falhou-lhe gradualmente ao longo dos últimos dez anos da sua vida até que estava totalmente cego. Sempre optimista, Krøyer pintou quase até ao fim, apesar dos obstáculos à saúde. Na verdade, ele pintou algumas de suas obras-primas já meio-cego, brincando que a visão no olho que ainda via tinha se tornado melhor com a perda do outro olho.

## Obras

"Summer Evening by Skagen's Beach. Artist and his wife", 1899

O trabalho de Krøyer mais conhecido é intitulado "Noite de Verão no sul da praia de Skagen com Anna Ancher e Marie Krøyer" (Sommeraften ved Skagen Sønderstrand med Anna Ancher og Marie Krøyer), 1893. Pintou muitas cenas de praia ilustrando tanto a vida de recreação na praia (banhistas, carrinhos), como os pescadores locais.
Outro trabalho bem-amado é Sankthansbål på vertente Skagen, 1903 ("Fogueira da véspera de São João na praia de Skagen"). Este trabalho em grande escala apresenta uma grande multidão da comunidade artística Skagen e influentes reunidos em torno de uma grande fogueira na praia, na véspera de São João.
Ambos os trabalhos estão na coleção permanente do Museu Skagens que é dedicado à comunidade de artistas, incluindo aqueles que se reuniram em torno Krøyer, um grande organizador e bon vivant.